# 洪森
洪森（發音：[hun saen]；1952年8月5日—），曾用中文名雲昇，是柬埔寨政治人物、軍人，现任參議院議長及国王顾问团主席、柬埔寨人民党主席和柬埔寨国民议会议员，曾於1984至2023年擔任柬埔寨總理、在位將近39年。
洪森是个有争议的政治人物。他被《悉尼先驱晨报》描述为“狡猾的操纵者，摧毁他的政治对手”，同时，他也被认为是一个通过暴力和腐败手段在柬埔寨掌握了高度集中的权力和大量个人财富的独裁者

## 早年
洪森原名Hun Bunal，祖籍潮州府丰顺县潭江镇转水村，他出生於柬埔寨中南部湄公河中游的一個村莊，在六名孩子中排行第三。洪森13歲時已到首都金邊就學。由於柬埔寨內戰，1970年洪森放棄學業，加入柬埔寨共产党（又稱红色高棉、赤柬）的游击队，改名为洪森，历任连长、营长、团长。洪森在1975年4月16日的一次戰鬥中失去左眼，因此需要配戴義眼代替。
1975年，紅色高棉攻占金边、推翻了朗诺政权之后，柬埔寨共产党总书记波爾布特进行了大規模屠殺，有许多民眾以至紅色高棉幹部遭到殘酷的迫害。
1977年6月，洪森与民主柬埔寨东部大区第二十区党委书记谢辛、省委书记韩桑林等地区领导人越境投靠越南社會主義共和國，並迅即成為反对赤柬勢力的重要領袖。在越南人民军第七军区的帮助下，由洪森为指挥员的125团于1978年5月12日在越南同奈省锦美县龙交乡正式成立。在越南期间，他使用了化名“梅福”（Mai Phúc）。

## 奪取政權
1979年1月7日，越南人民军攻入金边，推翻了紅色高棉政权。次日柬埔寨人民共和国革命委员会宣布成立，韩桑林为该委员会主席，时年27岁的洪森为委员会副主席兼外交部长。
1981年12月，洪森出任柬埔寨人民共和国政府副总理兼外交部长。1981年5月柬埔寨人民革命党第四次全国代表大会当选为人民革命党中央政治局委员。
1985年1月，时年33岁的洪森任总理兼外交部长，成为当时世界上最年轻的政府首腦。1985年10月当选为柬埔寨人民革命党总书记。
1986年到1991年期间，洪森参与了政治解决柬埔寨问题的谈判工作。1989年1月6日，越南从柬埔寨撤军，1991年10月23日的《巴黎和平协议》标志着柬埔寨和平进程的开始。1991年11月14日，时任柬埔寨人民共和国政府总理的洪森亲自到北京迎接并陪同西哈努克亲王夫妇回国，据洪森回忆，其间亲王与其确立了父亲和义子的关系。
1991年10月，柬埔寨人民革命党党名为柬埔寨人民黨，洪森当选为副主席。该党改为实行自由市場经济和多党制民主，保证公民的一切人权，宣布佛教为国教，对外实行经济开放。 
1992年被授予五星上将军衔，任柬埔寨国政府总理。柬埔寨全国最高国家委员会委员，王家武装力量联合总司令。1993年，在联合国主持下，柬埔寨举行全国大选，大选結果奉辛比克党取得58席，人民党51席，由於沒有單一政黨過半數，需要籌組聯合政府。最終拉那烈出線，为柬埔寨王国政府首相，洪森出任副首相和柬埔寨王家军联合总司令，繼續執政。1993年被西哈努克國王授封「親王」。
由于与拉那烈的长期不和，1997年7月5日洪森发动政变，摧毁了拉那烈的奉辛比克党总部。拉那烈被解除首相职务並流亡国外。
在1998年7月26日的柬埔寨第二次全国大选，洪森領導的人民黨取得64席，獲得過半數的議席，其后在西哈努克的调解下，11月13日，人民党与奉辛比克党达成全面合作协议；25日，拉那烈当选柬埔寨国民议会议长，洪森任首相並负责组阁，全面掌權。
2003年7月27日，柬埔寨举行第三届大选，人民黨勝出，洪森继续连任。同年7月21日，他要求當地幾家中文媒體把他的中文譯名改為「雲升」，後因有不少人表示未能適應而引起不便，於翌年5月改回使用「洪森」。2008年7月27日，柬埔寨举行第四届大选，人民黨勝出，洪森继续连任。
洪森在2017年解散了柬埔寨救國黨，並且關閉反對派的媒體。
2018年柬埔寨大选，人民黨赢得國會全數議席。
2022年11月，患2019冠状病毒病。

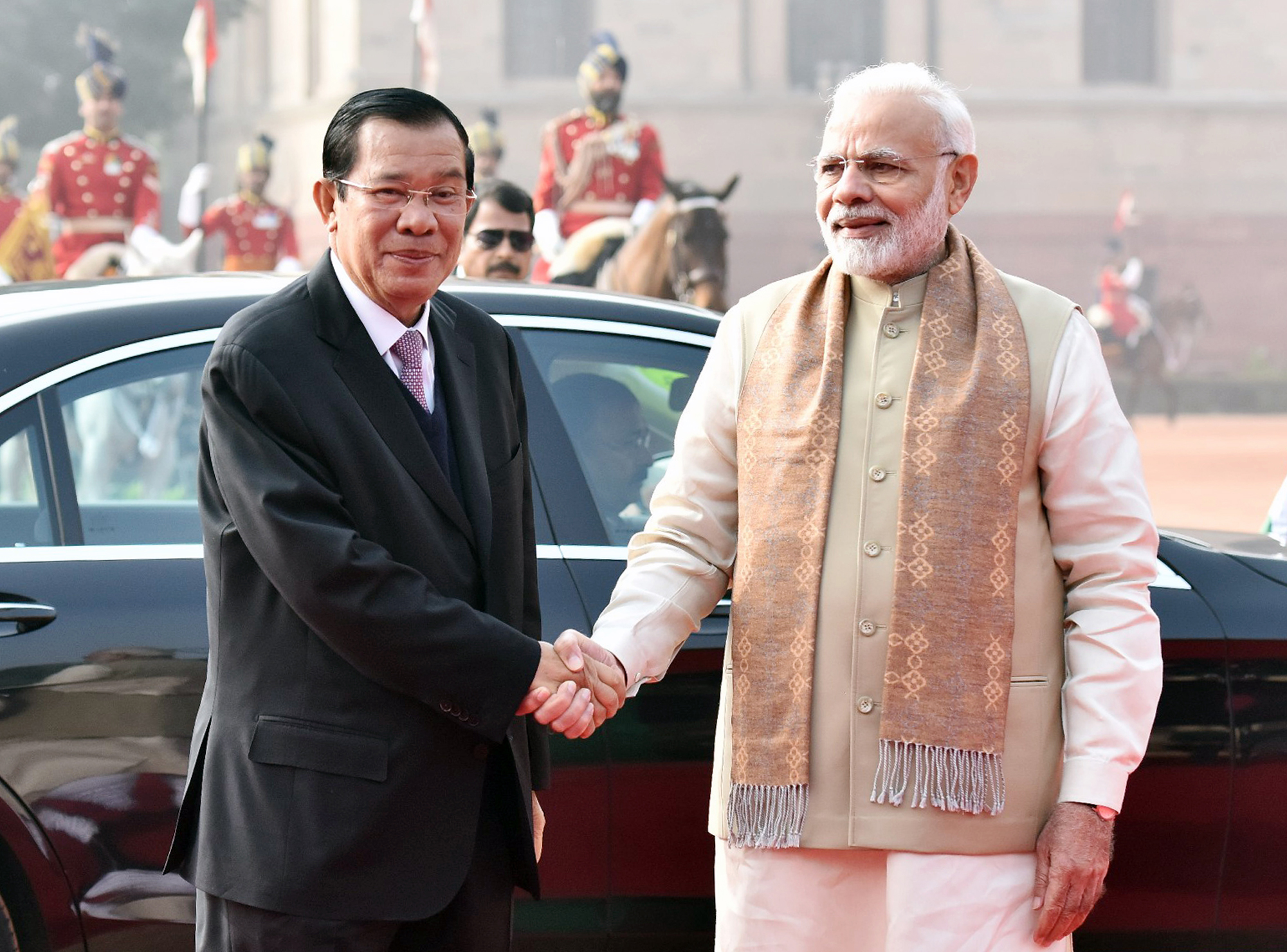
2018年1月27日洪森在新德里与印度总理纳伦德拉·莫迪会面

2023年柬埔寨大选结束后，在选举中胜选的洪森宣布卸任总理职务，交由长子洪玛奈接班。新一届政府于2023年8月22日宣誓就职。2024年4月出任參議院議長。

## 外交關係

### 與中華人民共和國關係
2014年5月18日，出席亚信上海峰会，其间中共中央总书记兼中国国家主席习近平在上海会见了柬埔寨首相洪森。。洪森在2016年3月、7月、9月先后三次与中国国务院总理李克强会面。
2020年，因2019年冠狀病毒疾病的的爆發，各國陸續宣布撤僑，然而柬埔寨首相洪森堅決拒絕撤僑，還下令禁止戴口罩，並譴責各國的撤僑行動。

### 与马来西亚关系
2019年9月2日，马来西亚首相马哈迪·莫哈末及夫人茜蒂哈斯玛抵达金边，对柬埔寨展开为期3天的官访。洪森与马哈迪召开双边会议，讨论关于贸易与投资，以及在农业、防卫及发展清真领域的合作。两国领袖见证签署豁免双重征税（DTA）协议及旅游业合作谅解备忘录的仪式，并在会议结束后发表联合声明。

### 與日本關係
柬埔寨内戰期间，洪森在戰爭中失去了左眼，戴着蘇聯制造的玻璃義眼，但在訪問日本时，日本政府给了他一个塑膠義眼並戴上了。在日本政界中，他與时任外务大臣渡边美智雄关系密切，生前与渡边六次会面。在日本进行人工眼手術时，渡边因病入院，渡边去世后化名“山内”上墳。

### 與越南關係
红色高棉政权垮台后，1979年，26岁的洪森被任命为越南支持下建立的柬埔寨人民共和国副总理兼外交部长。
1985年1月14日，洪森被新政府任命为柬埔寨人民共和国总理，并开始与民主柬埔寨联合政府各派进行和平谈判。1987年12月2日至4日，洪森在法国费雷昂塔尔德努瓦会见西哈努克，讨论柬埔寨的未来。1988年1月20日至21日进行了进一步谈判，洪森向西哈努克提供了柬埔寨政府的一个职位，条件是他立即返回柬埔寨。尽管失败了，洪森的柬埔寨政府还是成功说服了朗诺政府的两位部长程恒和因丹返回柬埔寨。
2005年，越南和柬埔寨签署了1985年原《国家边界划定条约》的补充条约，柬埔寨则认为该条约是无法接受的。因此，越南根据该条约对柬埔寨的土地提出了几项要求，提出了越南侵占的指控。在前法属印度支那政府的一位部长的声明中，柬埔寨需要放弃两个村庄给越南，以换取Thlok Trach和Anlung Chrey两个村庄，为了解决这一争端，2011年，柬埔寨政府宣布将加快与越南的划界进程。  2012年6月24 日，越南和柬埔寨庆祝共同边界上的最后一个标记314的标定。越南总理阮晋勇和柬埔寨首相洪森亲自出席庆典，为新标志揭幕，并且重申了两国的合作和友谊。 

## 家庭
- 洪森的夫人文拉妮（1954年12月15日－），祖籍中国海南。1970年参加越南戰爭，任护士、军医院长。1993年后任柬埔寨红十字会副主席和主席。
- 长子洪玛奈（1977年10月20日－）
- 长女洪玛娜（1980年9月15日－），留学法国。曾任国立吴哥博物馆馆长。
- 次子洪马尼特（1981年10月17日－）
- 三子洪马尼（1982年11月27日－）
- 次女洪马丽（1983年12月30日－）

## 争议

### 打压新闻自由
2021年，非政府组织「无国界记者」把洪森列入“新闻自由掠夺者”名单。
2023年2月12日，洪森下令關閉該國最後獨立的地方新聞機構之一Voice of Democracy（VOD）， 吊銷其牌照，但不扣押其財務，他稱該機構攻擊他和其兒子並傷害國家。洪森對VOD設72小時的期限，以向資訊部核實事實並道歉。經營的VOD的非政府組織柬埔寨獨立媒體中心發表了一封信，對造成的任何混淆表示抱歉，並解釋說VOD的文章引用了政府發言人的話。不過，洪森表示不接受這封信。國際特赦組織指關閉VOD是「公然試圖關上該國獨立媒體所剩無幾的大門」，也是在定於7月舉行的全國大選前幾個月對其他批評聲音的明確警告，該命令使柬埔寨公眾獲取資訊的風險受到威脅」。

## 荣誉
- 1993年，西哈努克国王授予他封号“亲王”（ Samdech）。
- 1996年，西哈努克国王授予他国家功绩大勋章。
- 2007年10月12日，西哈莫尼国王授予他封号“首相兼最高军事指挥官亲王”（ Samdech Akka Moha Sena Padei Techo）。[26]
- 2021年7月，俄罗斯总统普京授予洪森“友谊勋章”，“为表彰其为加强俄罗斯和柬埔寨人民之间的友谊与合作做出的巨大贡献。”

### 外国勋章奖章
- 三等智者雅罗斯拉夫王公勋章（乌克兰，2022年12月30日公布[27]）